# Makó vezér
Makó vezér vagy Makó vitéz (12. század vége – 13. század) nevét egy mondából ismerjük, mely szólás formájában a mai napig fennmaradt. Sokan tévesen a mondásban szereplő Makót rendszerint összetévesztik a várossal. Makó a monda szerint részt szeretett volna venni az ötödik keresztes hadjáratban, ám sosem jutott el Jeruzsálembe.

## A mondás eredete
Messze van, mint Makó Jeruzsálemtől – tartja a mondás.
III. Béla király Szent László példáját követve, maga is a Szentföldre készült, de 1196 tavaszán bekövetkezett halála meghiúsította terve megvalósítását. Végrendeletében másodszülött fiára, Andrásra hatalmas pénzösszeget hagyott, azzal a kikötéssel, hogy ezt a pénzt a Szentföld védelmére irányuló keresztes hadjáratra fordítsa. Fia a fogadalmat csak húszévi halogatás után váltotta be. A monda szerint a királynak volt egy Makó nevű keresztes vitéze, aki már nagyon vágyott arra, hogy eljusson a Szentföldre. Makó vezér egy alkalommal alaposan felöntött a garatra, s  mély álmából felriadva azt hitte, hogy már Jeruzsálemben van, pedig igazából még csak a dalmáciai Spalatóban lehorgonyzott hajón aludt. Ekkor születhetett a napjainkban is használatos szólás: Messze van, mint Makó Jeruzsálemtől. II. András 1217-ben lépett a Szentföldre. Számára a hadjárat sokkal inkább „turistautat” jelentett, semmint katonai akciók sorát. Nagy lábon élt, bőkezűen adományozott, ereklyéket vásárolt, s miután kiürült a tarsolya, áruba bocsátotta Gizella királyné koronáját, amit a veszprémi püspökségtől kért kölcsön. Három kisebb csetepaté után, körüljárva a Genezáreti-tavat – a pápa (III. Honoriusz) legnagyobb felháborodására – elhagyta a bibliai tájakat.
A mondásnak bizonyosan semmi köze sincs Makó városához, ugyanis a település ekkor a Felvelnök nevet viselte.